# 莫倫巴拉區
17°19′44″S 35°35′28″E / 17.329°S 35.591°E
莫倫巴拉區（葡萄牙語：Morrumbala），是莫桑比克的行政區，位於該國中東部，由贊比西亞省負責管轄，首府設於莫倫巴拉，面積12,801平方公里，2007年人口358,913，人口密度每平方公里19人。